# Pita de Siau
La pita de Siau  (Erythropitta palliceps) és una espècie d'ocell de la família dels pítids (Pittidae) que habita els boscos de les illes de Siau i Tahulandang, al nord-est de Sulawesi.